# Moussierpunkt

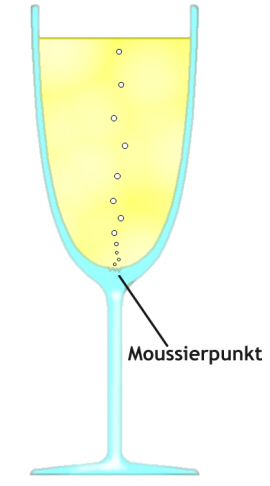
Schematische Darstellung

Der Moussierpunkt (frz.: mousse Schaum) ist eine winzige aufgeraute oder als Punkt hervorstehende Stelle in einem Schaumweinglas (meist am Kelchboden), an dem sich das im Getränk gelöste Kohlenstoffdioxid leichter zu einer Blase entwickeln kann und dann aufperlt oder moussiert.

## Prinzip
Das Kohlendioxid ist im Sekt unter Druck gelöst. Wenn die Flasche geöffnet wird, kann das Gas jedoch nicht ohne Weiteres aus dem Sekt entweichen. Es ist eine „Störstelle“ nötig, ein so genannter Kavitationskeim. Fehlt der Moussierpunkt, sieht man insbesondere bei frisch gespülten, feuchten Gläsern, dass kaum Kohlendioxid aufsteigt. Der Sekt erscheint dann schal, ohne es zu sein. Sektgläser ohne Moussierpunkt sollte man daher vor dem Einschenken mit einem trockenen Handtuch gut abtrocknen.
Ein prinzipieller Nachteil des Moussierpunktes besteht darin, dass die Kohlensäure schneller entweicht und der Sekt dadurch schneller schal wird.
Prinzipiell vergleichbar ist auch das Phänomen des Siedeverzugs.

## Herstellung
Moussierpunkte werden meist geätzt oder durch einen Laserstrahl erzeugt, z. T. auch mit einem Körner angebracht.